# Aurora Dickie
Aurora Dickie (* 1988 in Recife, Brasilien) ist eine brasilianisch-deutsche Balletttänzerin und Solistin beim Staatsballett Berlin.

## Biografie
Dickie begann ihre Tanzausbildung im frühen Alter unter Anleitung ihrer Mutter, der Ballettlehrerin Jane Dickie. Im Alter von 11 Jahren begann sie ihre formale Ballettausbildung an der Bolschoi-Theaterschule in Joinville in Brasilien, wo sie von 2000 bis 2005 studierte.
Neben ihrer Karriere als Tänzerin strebt Aurora Dickie einen Abschluss in Wirtschaftswissenschaften an der Columbia University an. In Bezug auf die physischen und emotionalen Anforderungen des Balletts diskutiert sie oft über das Gleichgewicht zwischen Schönheit und Schmerz in dieser Kunstform.
Dickie lebt derzeit in Berlin als Tänzerin und Studentin.

### Karriere
Dickie begann ihre professionelle Karriere beim Washington Ballet (2007–2009), gefolgt von einem Jahr bei der São Paulo Companhia de Dança (2010–2011). Sie kehrte später zum Washington Ballet zurück und tanzte dort von 2011 bis 2015.
2015 trat Dickie dem Staatsballett Berlin als Solistin bei, wo sie seither in einer Vielzahl klassischer und zeitgenössischer Ballette auftritt. Sie spielte unter anderem Gamzatti in La Bayadère, Clara in Der Nussknacker und die Fliederfee in Dornröschen. Sie tanzte auch in Werken zeitgenössischer Choreografen wie Nacho Duato, William Forsythe und Alexander Ekman.
Dickie trat international auf, unter anderem als Gast in Brasilien, und war Mitglied von Jurys bei Ballettwettbewerben wie Ballet Beyond Borders in Montana.

## Repertoire-Highlights
Zu ihren Rollen beim Staatsballett Berlin gehören:
- Gamzatti in La Bayadère
- Myrtha in Giselle
- Clara in Der Nussknacker
- Fliederfee in Dornröschen
- Auftritte in Petite Mort und The Second Detail

## Auszeichnungen
- 2007: Bronzemedaille beim Youth America Grand Prix[2]
- 2012: Bronzemedaille beim Cape Town International Ballet Competition[2]
- 2012: Preis für Exzellenz in zeitgenössischem Tanz bei einem Wettbewerb in Boston[2]